# Gabriele Salviani
Gabriele Salviati (Italia, 21 de marzo de 1910-15 de octubre de 1985) fue un atleta italiano, especialista en la prueba de 4 x 100 m en la que llegó a ser medallista de bronce olímpico en 1932.

## Carrera deportiva
En los JJ. OO. de Los Ángeles 1932 ganó la medalla de bronce en los relevos de 4 x 100 metros, con un tiempo de 41.2 segundos, llegando a meta tras Estados Unidos que batió el récord del mundo con 40.0 segundos, y Alemania (plata con 40.9 segundos), siendo sus compañeros de equipo: Giuseppe Castelli, Ruggero Maregatti y Edgardo Toetti.